# Sant Sadurní de Malanyeu
Sant Sadurní de Malanyeu és una església del municipi de la Nou de Berguedà (Berguedà) inclosa en l'Inventari del Patrimoni Arquitectònic de Catalunya.

## Descripció
L'església de Sant Sadurní se situa a la part alta del poble de Malanyeu i té adossades construccions que en dificulten la visió. L'edifici és d'una única nau coronada amb un absis semicircular. És un exemplar romànic que fou sensiblement modificat al segle xviii. A la planta original s'hi afegiren dues capelles, però es conserva la coberta amb volta i l'absis, malgrat que ambdós foren realçats i la finestra central de l'absis cegada. El campanar de planta quadrada també és posterior a la primera obra. Conserva la porta original al mur de ponent, de tres arcs en degradació, amb unes senzilles dovelles i coronada per una arquivolta que fa de guardapols. La part més interessant és l'absis, malgrat que fou sobrealçat, el seu mur és coronat per un fris ininterromput d'arcuacions cegues fetes amb gran perfecció amb petites dovelles. El campanar de torre de planta quadrada correspon a la reforma d'època barroca. A l'absis hi ha el retaule de Sant Sadurní, barroc del segle xviii, que fou restaurat el 2016.

## Història
Malanyeu surt esmentat ja en els documents més antics que es conserven a l'arxiu de Vic. L'any 886 s'esmenta la vila de Malanyeu (A.C. Vic, cal.9, epis.I, nº4) i també els primers anys del segle X (929). El lloc de Malanyeu i la seva església pertanyien a la jurisdicció del Monestir de Santa Maria de Ripoll, car el segle xviii aquest monestir reivindicava encara la possessió del lloc enfront del Sant Llorenç prop Bagà.